# Ero tenebrosa
Ero tenebrosa es una especie de araña cavernícola de la familia Mimetidae. Es endémica de La Gomera (España).